# Ferrissia clessiniana
Ferrissia clessiniana is een slakkensoort uit de familie van de Planorbidae. De wetenschappelijke naam van de soort is voor het eerst geldig gepubliceerd in 1882 door Jickeli.